# Sylviida
Als Sylviida wird ein artenreiches Taxon innerhalb der Unterordnung der Singvögel bezeichnet, das etwa 30 Familien mit über 240 Gattungen und 1380 Arten aus der weiteren Verwandtschaft der Grasmückenartigen beinhaltet. Das Taxon beinhaltet viele Arten die früher oft als „Zweigsänger“ bezeichnet wurden, daneben finden sich aber auch u. a. Timalien, Schwalben, Lerchen und Bülbüls in der Gruppe. Die Arten sind weltweit zu finden, jedoch gibt es auf dem amerikanischen Doppelkontinent weniger Arten.
Als solche wurde die Gruppe erstmals in den 1980er Jahren durch Charles G. Sibley und Jon E. Ahlquist als Überfamilie unter der Bezeichnung „Sylvioidea“ beschrieben (sensu auctorum) und als auch 1990 im Rahmen der Sibley-Ahlquist-Taxonomie so bezeichnet. Durch molekulargenetische Untersuchungen wurde das Taxon als echte phylogenetische Klade bestätigt, d. h. als geschlossene Abstammungsgemeinschaft. In neuerer Zeit wird diese Gruppe teilweise noch unter diesem Namen, aber auch als Parvordnung mit dem Namen Sylviida geführt (Oliveros et al. 2019). Im Folgenden wird dieser Bezeichnung gefolgt und das Taxon Sylvioidea (sensu stricto) ist dann eine Teilklade dieser Parvordnung.

## Beschreibung

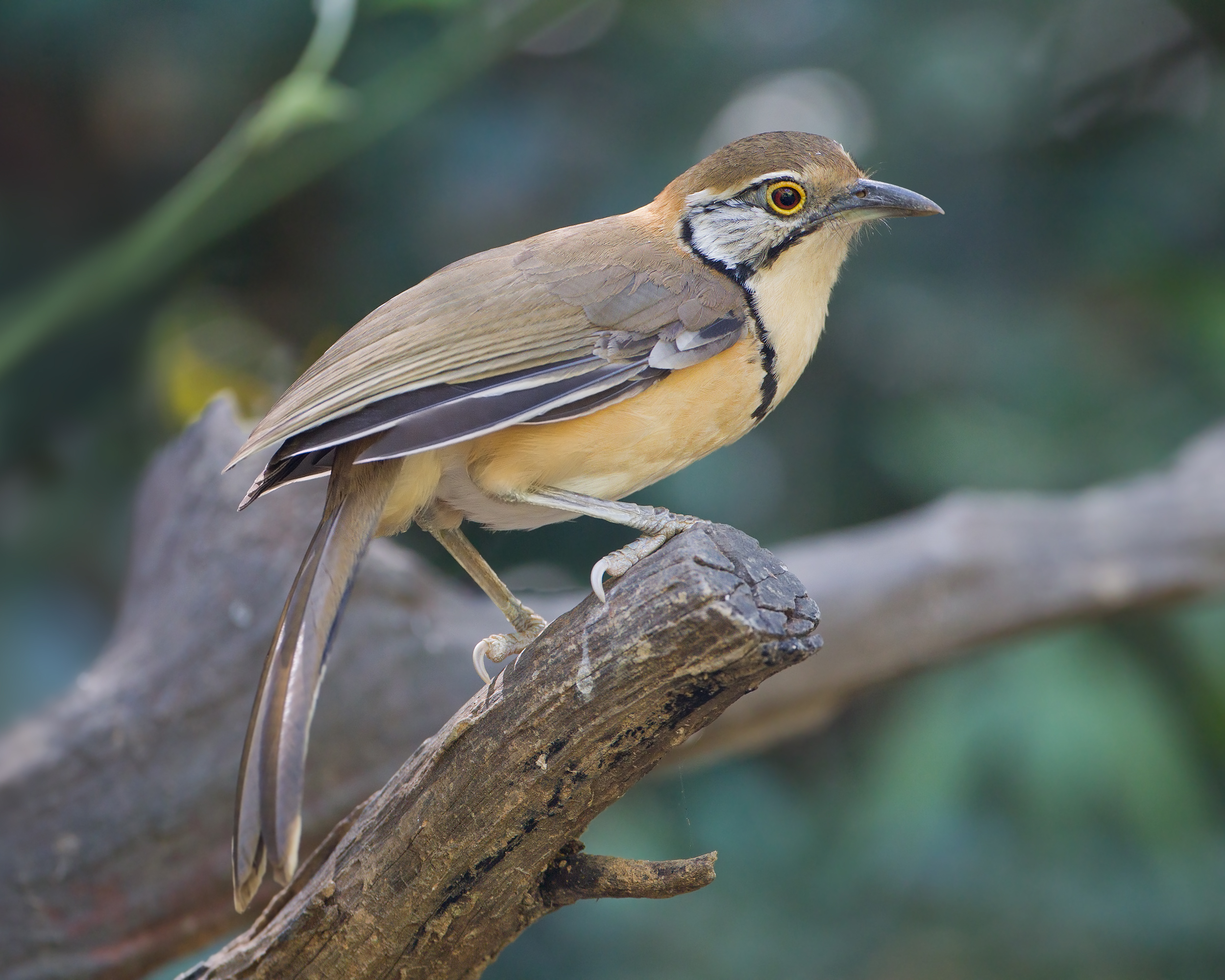
Brustbandhäherling (Pterorhinus pectoralis): ein ausgesprochen großer Vertreter der Sylviida

Die Vertreter der Sylviida sind typischerweise kleine bis mittelgroße Singvögel. Ihre Größe variiert von 9 bis 34 Zentimetern, ihr Gewicht von 5 Gramm beim Goldhähnchen-Laubsänger bis 170 Gramm beim Brustbandhäherling.
Im Aussehen ist die Variation unter den verschiedenen Arten recht groß. So wurde die Gruppe auch nicht aufgrund morphologischer Ähnlichkeiten, sondern erst durch molekulargenetische Untersuchungen erkannt. Ein großer Teil der Arten, insbesondere der europäischen, ist jedoch vom „Zweigsänger“-Typ und gehört zu den Familien, die früher in der großen Familie Sylviidae (sensu lato) zusammengefasst waren. Diese Vögel sind eher klein mit oft dünnen Beinen. Das Gefieder ist bei diesen Arten meist relativ kontrastarm und wird von Braun- und Grüntönen dominiert. Der Schnabel ist im Allgemeinen spitz.
Alle Arten der Gruppe ernähren sich teilweise oder sogar ausschließlich insektivor und viele der nicht-tropischen Arten sind Zugvögel. Insbesondere in Nord- und Mitteleuropa überwintern nur wenige Arten, wie die Bartmeise und die Schwanzmeise, in den Brutgebieten.

## Systematik
Die von Per Alström et al. ab 2005  durchgeführten molekulargenetischen Untersuchungen führten zu einer völligen Neuordnung der Vögel vom „Zweigsänger“-Typ, von denen viele vormals in der sehr umfangreichen Familie (etwa 440 Arten) der Zweigsänger (Sylviidae im damaligen Sinne) eingeordnet waren. Die Untersuchungen haben gezeigt, dass diese Gruppe allerdings kein monophyletisches Taxon darstellt. Vielmehr handelt es sich nur um eine Zusammenstellung äußerlich ähnlicher Arten, dass zuweilen als Prototyp eines sogenannten „Papierkorb-Taxons“ angesehen wurde. Die alte Familie wurde daher in zahlreiche neue Familien aufgeteilt, darunter u. a. die Grasmückenartigen (Sylviidae im heutigen Sinne), die Rohrsängerartigen und die Laubsängerartigen. In einen größeren Zusammenhang gestellt finden sich die meisten Arten der alten Familie der Zweigsänger nun, je nach Lesart, in der Parvordnungn Sylviida oder der Überfamilie Sylvioidea, allerdings an teilweise recht weit entfernten Stellen dieser Gruppe. Diese Gruppe beinhaltet nämlich noch weitere Familien, die nicht in der alten Familie der Zweigsänger enthalten waren, u. a. Lerchen, Schwalben und Bülbüls. Ziel der Neuordnung war es, dass sowohl die Parvordnung/Überfamilie, als auch die darin enthaltenen Familien monophyletische Taxa bilden. Die innere Systematik der Gruppe konnte dabei zunächst als noch nicht abschließend erforscht angesehen werden; Änderungen vor allem innerhalb der einzelnen Familien waren weiter zu erwarten.
Die Kladen werden in der Literatur nicht einheitlich bezeichnet; bis 2019 wurden die drei großen Gruppen innerhalb der Teilordnung Passerides meist als Überfamilien („-oidea“) bezeichnet und die Teilordnung Passerides selbst wurde als Parvordnung Passerida bezeichnet. Die von Oliveros et al. vorgeschlagenen Bezeichnungen (Parvordnung →Teilordnung, Überfamilien → Parvordnungen, Subklade → Überfamilie) haben jedoch den Vorteil, dass die seither eindeutiger geklärte Substruktur der drei großen Kladen nun ebenfalls eine Einteilung in Unterfamilien nahelegt. Dies wird im Folgenden daher auch so dargestellt.
Die äußere Systematik hat sich in den letzten Jahren (Stand 2022) weitestgehend geklärt. Als Parvordnung im Sinne von Oliveros et al. stellt die Gruppe Sylviida eine von drei großen Kladen innerhalb der Teilordnung Passerides dar, die wiederum den Großteil der Singvögel umfasst, die nicht näher mit den Krähen und Raben verwandt sind (Teilordnung Corvides). Die anderen beiden Parvordnungen innerhalb der Passerides sind die Passerida, die etwa 30 u. a. mit den Sperlingen, Finken, Stelzen und Piepern verwandte Familien umfasst, und die Muscicapida mit etwa 20 Familien aus der Verwandtschaft der Fliegenschnäpper und Drosseln.
Dank der umfassenden molekulargenetischen Studie über die Familienstruktur der Singvögel von Carl Oliveros et al. aus dem Jahr 2019, bei der Arten aus allen Familien der Silviida bis auf eine, dem Zweigdrosslinge (Alcippeidae), gesampelt wurden, konnten die Verwandtschaftsbeziehungen innerhalb der Gruppe nicht nur weitestgehend aufgelöste werden, sondern die Stammesgeschichte auch zeitlich und biogeographisch tiefer verstanden werden. Eine Arbeit von Tianlong Cai et al., die sich konkret mit der Phylogenie der Zweigsänger beschäftigt, löste schließlich viele weitere verbleibenden Fragen zur inneren Systematik. Die Ergebnisse beider Studien spiegeln sich in nebenstehenden Kladogrammen wieder.
Basal in Sylviida stehen nun zwei kleine Kladen mit jeweils zwei Familien, deren Stellung vorher lange unsicher war:
- Hyliotas (Hyliotidae) und Elfenschnäpper (Stenostiridae)
- Paroidea als kleine Überfamilie aus Meisen (Paridae) und Beutelmeisen (Remizidae)

Diesen folgen eine weiter Klade mit zwei Familien und drei einzelne Familien:
- Lerchen (Alaudidae) und die monotypische Familie der Bartmeise (Panuridae)
- Tropfenvögel (Nicatoridae)
- Bülbülgrasmücken (Macrosphenidae)
- Halmsängerartige (Cisticolidae)

Der Rest der Parvordnung gliedert sich in vier Kladen, von denen drei als Überfamilien geführt werden:
- Locustelloidea
- Zwergpfeifer (Pnoepygidae) und Schwalben (Hirundinidae)
- Sylvioidea (sensu stricto)
- Aegithaloidea

Die Überfamilie sind hier in eigenen Kladogrammen dargestellt.
Die drei großen Kladen (Parvordnungen) der Teilordnung Passerides (Sylviida, Muscicapida, Passerida) haben sich nach der Hypothese von Oliveros et al. nach dem Ende einer längeren Kaltzeit im Oligozän vor etwa 28 Millionen Jahren (Ma) auf dem eurasischen Kontinent getrennt. Dabei trennt sich zunächst eine gemeinsame Klade aus Muscicapida und Passerida von den Sylviida. Die Radiation der Sylviida erfolgt dann allerdings beginnend in Afrika, hat von dort ausgehend bis in die Gegenwart aber alle Kontinente bis auf Antarktika erreicht. Die meisten Familien und Teilkladen der Passerida bilden sich in der Zeit des späteren Oligozän und frühen Miozän bis 15 Ma vor der Gegenwart.